# 许堡乡 (大同市)
许堡乡，是中华人民共和国山西省大同市云州区下辖的一个乡镇级行政单位。

## 行政区划
许堡乡下辖以下地区：
许堡村、肖家窑头村、下庄村、养老洼村、清泉村、集仁村、南水地村、鹅毛村、上庄村、于家寨村、浅井村、东水地村、西水地村、西册田村、大王村、堡村、大王窑村、黎峪村和南坨村。